# Iho Eleru
Iho Eleru, ook bekend als Iwo Eleru, is een archeologische vindplaats en rotsschuilplaats met artefacten uit de Later Stone Age, afkomstig uit de overgang van het Laat Pleistoceen naar het Holoceen. De vindplaats bevindt zich in het bossavannedorp Isarun in de staat Ondo in Nigeria. De site werd oorspronkelijk ontdekt door hoofdofficier J. Akeredolu in 1961, tijdens een grootschalig onderzoek van heuvelachtige landschappen rond de stad Akure.  
De schedel van Iho Eleru is een opmerkelijke archeologische vondst die dateert van ongeveer 13.000 BP. Het kan bewijs zijn dat moderne mensen mogelijk een archaïsche menselijke vermenging bezitten of dat er een laat-bestaande vroegmoderne mens was. 

## Naam
De juiste naam voor de archeologische vindplaats is Ihò Eléérú, of Iho Eleru, wat "Grot van as" betekent. De naam is afkomstig van het feit dat het algemeen werd gebruikt voor vuurkampen, wat resulteerde in een dikke asvloer die het grootste deel van het oppervlak bedekte. De site was voorheen bekend als "Iwo Eleru", voor het eerst gemeld door hoofdofficier J. Akeredolu van het Department of Antiquities in Benin, Nigeria, en gepubliceerd door T. Shaw en S.G.H. Daniels, hoogstwaarschijnlijk als een onjuiste verengelste versie van de oorspronkelijke Yoruba-naam. 

## Archeologie

### Archeobotanie
Restanten van vruchten zijn direct gedateerd. De resultaten lieten zien dat Canarium schweinfurthii in 11.300 cal BP werd gebruikt als vroegste in de regio van West-Afrika, en dat het gebruik van Canarium, en waarschijnlijk ook van oliepalm, plaatsvond vóór 10.000 BP. 
Na de opkomst van aardewerk in de Ounjougou-regio van Mali rond 11.900 BP en kort daarna in de Bosumpra-regio van Ghana, arriveerde aardewerk later ook in de Iho Eleru-regio van Nigeria. 

### Fauna
Enkele dieren die in Iho Eleru voorkomen zijn: penseelzwijn (Potamochoerus porcus), Bates' dwergantilope (Neotragus batesi), reuzenhamsterrat (Cricetomys sp.), Kaapse klipdas (Procavia capensis), zwarte doosschildpad (Pelusios niger) en geelrugduiker (Cephalophus silvicultor). Menselijke activiteiten zoals foerageren en slachten, vonden plaats in Iho Eleru. Dieren waarvan is bevestigd dat ze op de locatie werden gegeten zijn onder meer: kafferbuffel (Syncerus caffer), savannehaas (Lepus microtis), gewoon stekelvarken (Hystrix cristata), nijlvaraan (Varanus niloticus) en struisvogel (Struthio camelus). 

### Stenen werktuigen
Er werden in Iho Eleru ongeveer een half miljoen stenen werktuigen ontdekt. 

## Schedel

### Ontdekking
De schedel werd in 1965 door Thurstan Shaw en zijn team gevonden tussen ruim een half miljoen artefacten uit de Later Stone Age. Het werd gevonden als onderdeel van een skelet dat begraven was onder een dunne laag aarde. Het skelet werd opgegraven en in gips gegoten, en de schedel werd van de rest van het lichaam gescheiden. 

### Datering
Op basis van houtskoolresten die rond het skelet werden gevonden, werd het aanvankelijk gedateerd op 9250 v.Chr. ± 200 (±11.000 BP). In een onderzoek uit 2011, uitgevoerd door Katerina Harvati, Chris Stringer en anderen, werd de datering van de overblijfselen met behulp van uranium-thoriumdatering op een tijdspan van 11,7-16,3 kya vastgesteld.  

### Beschrijving
Het schedeldak is relatief lang en laag, en het voorhoofdsbeen vertoont matige terugtrekking. De wenkbrauwbogen zijn voor een man matig ontwikkeld en er is geen uitgesproken neuswortel. Wat er over is van het neusgebied suggereert dat de neusbrug relatief vlak was, en het bewijsmateriaal van röntgenfoto's wijst op een geringe ontwikkeling van de voorhoofdsholte. 
Het bovenste gedeelte ontbreekt, op een klein aantal fragmenten na. Er zijn delen van de maxillaire-molaire regio geïdentificeerd (inclusief het foramen infraorbitale) en op basis van wat er bewaard is gebleven, is het onwaarschijnlijk dat het bovengezicht groot was. De onderkaak is goed ontwikkeld en heeft een mannelijk uiterlijk, hoewel er geen uitgesproken kin is. Afgezien van twee onderste premolaren zitten de tanden niet vast aan de kaken en is het onzeker waar de overgebleven tanden oorspronkelijk zaten. Alle voortanden vertonen duidelijke slijtage en het grootste deel van de kroon is door slijtage geërodeerd. Op basis van het bewijs van tandslijtage wordt de leeftijd van de man van Iho Eleru geschat op ruim 30 jaar. 
Wat er van de rest van het skelet overbleef zijn over het algemeen verbrijzelde fragmenten van grote botten. De schachten van de opperarmbenen lijken robuust en het corticale bot is matig dik. De schachten van het spaakbeen en het dijbeen zijn ook robuust. De bestaande overblijfselen suggereren dat hij van gemiddelde lengte en bouw was, en niet langer dan ongeveer 165 cm. 

### Analyse
Don Brothwell en Thurstan Shaw stelden in 1971 dat het hellende frontale gewelf duidelijker zichtbaar was in het Iho Eleru-fossiel dan in zowel latere neolithische als recente schedelmonsters uit het Sub-Sahara-gebied. Ze vonden echter ook dat de achterhoofdsbeen-structuur, de neuswortel en het voorhoofdsbeen van de schedel "in aanmerking zouden komen voor identificatie als die van een proto-West-Afrikaanse neger." 
In 1974 zei Chris Stringer dat er verrassende overeenkomsten waren tussen de schedels van de veel oudere Solo- en Omo-mensen en die van Iho Eleru. Uit het onderzoek uit 2011 bleek dat "Iwo Eleru een neurocraniële morfologie bezit die qua vorm tussen die van archaïsche mensachtigen (neanderthaler en Homo erectus) en moderne mensen ligt." De auteurs van het onderzoek beweerden dat de datering van het fossiel van Iho Eleru in het Laat Pleistoceen "impliceert dat de overgang naar anatomische moderniteit in Afrika ingewikkelder was dan eerder werd gedacht, met late overleving van "archaïsche" kenmerken en mogelijk een diepe populatiesubstructuur in Afrika gedurende deze tijd." 
Er is betoogd dat het fossiel van Iho Eleru een archaïsche hybride was of deel uitmaakte van een relicte archaïsche Homo-populatie. In 2014 vatte Christopher Stojanowski van de Arizona State University de drie dominante verklaringen voor de atypische schedelvorm van het Iho Eleru-fossiel samen:  
1. Iho Eleru was een hybride met archaïsche Afrikaanse populaties
2. het Iho Eleru-fossiel was deel van een rest-archaïsche populatie die werd vervangen door modernere mensen aan het begin van het Holoceen
3. het Iho Eleru-fossiel maakte deel uit van een populatie die zich van de rest van de Noord-Afrikaanse populaties afsplitste tijdens een periode van acute droogte in de Sahara-woestijn, waardoor deze onbewoonbaar werd tot het begin van de vochtige Afrikaanse periode

In 2014 betoogde Peter J. Waddell van de Massey University dat de Iho Eleru-man van een geslacht met een afstamming van 200-400 kya was, waarvan het uitsterven mogelijk door toedoen van de moderne mens is veroorzaakt. Waddell zei ook: "Zo'n lange, schijnbaar duidelijke afstammingslijn die misschien wel 12 kya geleden in West-Afrika eindigde, zonder duidelijk teken van levende nakomelingen, suggereert dat de Iho Eleru-lijn waarschijnlijk een aparte soort van bijna moderne mensen vertegenwoordigt. Als zodanig suggereert de soortnaam Homo iwoelerueensis zichzelf." Fred L. Bookstein van de Universiteit van Washington waarschuwde echter tegen het benoemen van het fossiel als een nieuwe soort totdat er meer bevestigend bewijs is ontdekt. 